# 徐貴 (天順進士)
徐貴（1425年—？），字良貴，江西饒州府浮梁縣人，明朝政治人物。進士出身。

## 生平
江西鄉試第六名。天順元年（1457年）丁丑科會試第一百八十四名，殿試登進士第三甲第一百八十名。

## 家族
曾祖徐混軒。祖父徐子昌。父亲徐正德。